# Yorga
Yorga ist ein Dorf im Landkreis Tavas der türkischen Provinz Denizli. Yorga liegt etwa 76 km südlich der Provinzhauptstadt Denizli und 35 km südöstlich von Tavas. Yorga hatte laut der letzten Volkszählung 880 Einwohner (Stand Ende Dezember 2010).